# Carl Elmgård
Carl-Ossian Elmgård, född den 11 juni 1892 i Älmeboda församling, Kronobergs län, död den 3 juni 1973 i Karlskrona, var en svensk präst.
Elmgård blev stamanställd vid Kustartilleriet 1909 och avancerade till korpral där. Han avlade studentexamen 1919, filosofie kandidatexamen 1923 och teologie kandidatexamen 1930. Elmgård var vikarierande och extra amiralitetspredikant 1930–1940 och amiralitetspastor 1940–1961. Han blev predikant vid kronohäktet i Karlskrona 1932 och var militärpastor vid Karlskrona kustartilleriregemente 1938–1952. Elmgård blev ordförande i kyrkostämman 1938, i det gemensamma kyrkorådet 1945, i Militärhemmet 1943 och i styrelsen för Sjömanshemmet 1958. Han avlade teologie licentiatexamen vid Lunds universitet 1964. Elmgård invaldes som korresponderande ledamot av Örlogsmannasällskapet 1955. Han tilldelades Illis quorum meruere labores av åttonde storleken 1961. Elmgård blev ledamot av Vasaorden 1940 och av Nordstjärneorden 1949 samt kommendör av Vasaorden 1953. Han publicerade Historien om en fritidsborg (1953) och Kejsar Nero och de kristna (licentiatavhandling 1964).